# Футей, Богдан Петрович
Богдан Петрович Футей (англ. Bohdan A. Futey; 28 июня 1939, Бучач) — судья Федерального претензионного суда США (1987—2002), юрист, адвокат, политический и общественный деятель. Доктор права, профессор (1968).

## Биография
Отец — Петр (род. 15.7.1914, Барыш), основатель Гарвардского Центра Украинских Студий (ГЦУС), предоставил для издания книги «Бучач и Бучатчина» 130$. Мать — Мария из дома Ворощук.
В 1943 или 1944 году семья Футеев уехала в Германию (лагеря для беженцев Фюссен и Миттенвальд), впоследствии поселились в Аргентине, где Футей окончил гимназию.
С 1957 года — в США, где, в частности:
- в г. Кливленд окончил Университет Вестерн Резерв (1962, бакалавр; 1962, магистр) Юридический колледж Кливленд-Маршал, Кливлендского государственного университета (1968, доктор права).
- соучредитель и партнер юридической фирмы «Футей и Раковский» (1968-1972).
- В 1972-1974 годах — главный помощник прокурора полиции Кливленда, в 1974-1975 годах — помощник мэра Кливленда. Организатор и партнер юридической фирмы «Базарко, Футей и Оришкевич» (1975-1984). В 1984-1987 годах Футей возглавлял комиссию по урегулированию международных исков США.
- В 1987-2002 годах — судья Федерального претензионного суда Соединенных Штатов Америки.

### Общественная и политическая деятельность
- Преподаватель конституционного права УСУ (Мюнхен), университета Пасау (Германия), Киевского и Львовского национальных университетов.
- Член избирательной команды во время президентской кампании Рональда Рейгана.
- Председатель Украинского клуба, Украинско-американской ассоциации и их Федерации, Центрального союза украинского студенчества. Член и председатель Кливлендского бюро СУМ в Америке. Главный адвокат Украинской национальной ассоциации, председатель Объединения украинских организаций Большого Кливленда, заместитель председателя Украинского конгрессного комитета Америки.
- Член Американской ассоциации адвокатов и ассоциации адвокатов Америки.
- Советник Международной фундации избирательных систем, официальный наблюдатель на выборах в ВР Украины (1994, 1998) и выборах Президента Украины (1994). Член Координационного комитета помощи Украине. Участник программы обмена судьями, консультант рабочей группы ВР Украины по подготовке Конституции Украины.
- Автор научных исследований и публикаций об избирательном праве Украины, организатор и участник конференций и симпозиумов по данной проблематике.
- Участник 2-х мировых конгрессов украинских юристов (1994, 1996).

### Знаки отличия
- Орден «За заслуги» I степени (22 января 2022 года, Украина) — за значительный личный вклад в государственное строительство, социально-экономическое, научно-техническое, культурно-образовательное развитие Украинского государства, укрепления международного авторитета Украины, весомые трудовые достижения, многолетний добросовестный труд[4].
- Орден «За заслуги» II степени (1999, Украина).
- Почётный знак отличия Президента Украины (1995, Украина).
- награда СБУ (2007).
- Почётный доктор ТАНГ (ныне ТГТУ), Национального университета «Киево-Могилянская академия» (2008), Закарпатского государственного университета, профессор Прикарпатского национального университета (г. Ивано-Франковск) и УСУ.